# كأس العالم لذوي الاحتياجات الخاصة
بطولة العالم لكرة القدم لذوي الاحتياجات الخاصة، هي بطولة كرة قدم دولية يتنافس بها الرياضيين ذوي الإعاقة العقلية. تُقام كل أربع سنوات، عادةً في البلاد التي تستضيف كأس العالم لكرة القدم.
تُنظم من قبل الاتحاد الرياضي الدولي للأشخاص ذوي الإعاقة الذهنية (INAS-FID) والذي ينظم عدة بطولات في ألعاب أخرى.
للمشاركة في هذا الحدث الرياضي يجب أن تكون الإعاقة العقلية واضحة قبل سن 18، قيود كبيرة في السلوك التكيفي ودرجة الذكاء أقل من 75.
والشرط الأخير أدى إلى جدل في عام 2006 عندما احتلت ألمانيا المركز الثالث وكان منتخبها غير مؤهل لأن اختبارات الذكاء لديهم لا تتفق مع المعايير الدولية.

## الفائزين
| المضيف               | السنة | النهائي  | النهائي                       | النهائي       | المكان                         |
| المضيف               | السنة | الفائز   | النتيجة                       | المركز الثاني | المكان                         |
| -------------------- | ----- | -------- | ----------------------------- | ------------- | ------------------------------ |
| هولندا               | 1994  |          |                               |               |                                |
| إنجلترا              | 1998  | هولندا   |                               |               |                                |
| اليابان              | 2002  | إنجلترا  | 2 – 1                         | هولندا        | ملعب يوكوهاما الدولي، يوكوهاما |
| ألمانيا              | 2006  | السعودية | 4 – 4 (وقت إضافي) (9 – 8 ر.ج) | هولندا        | باي أرينا، ليفركوزن            |
| جنوب أفريقيا ليمبوبو | 2010  | السعودية | 1 – 0                         | هولندا        | ملعب بيتر موكابا، بولوكوان     |
| البرازيل             | 2014  | السعودية | 4 – 2                         | جنوب أفريقيا  | أرينا كورينثيانز، ساو باولو    |
| السويد               | 2018  | السعودية | 2 – 0                         | الأرجنتين     | Tingvalla IP، Karlstad         |

## وصلات خارجية
- "INAS official site". International Sports Federation for Persons with Intellectual Disability (INAS). مؤرشف من الأصل في 2017-11-06.